# アンサール (イスラーム)
イスラーム用語におけるアンサール (アラビア語: الأنصار, ラテン文字転写: al-Anṣār, アラビア語の原義は「援助する者」)は、ヤスリブ（後のメディーナ）の住民たちのうち、マッカにおける迫害から逃れてヤスリブに移住（ヒジュラ）してきたムハンマド・イブン・アブドゥッラーフと、彼につき従ってきた者たち（ムハージルーン）を援助して、イスラーム運動を共に戦った者たちのことを言う。彼らはアル＝アズド族の二つの主要な部族、バヌー・ル＝ハズラジュとバヌー・アウスに属していた。なお、アル＝アズド族は、ガームド族とザフラーン族が属する部族でもある。

## アンサールがムハンマドを助けた戦闘
アンサールは、いくつかの戦いにおいてムハンマドを援助している。最初期のものではブワートへの遠征がある。ムハンマドが命じたアル＝アブワ襲撃の一か月後、ムハンマドは自ら、ムハージルーンとアンサールなどからなる200人を率いて、クライシュ族の商人が通る隊商ルート上にあるブワートへ向かった。そこには、クライシュ族のウマイヤ・イブン・ハラフ率いる100人の騎兵に護衛された、1500頭のラクダの群れが向かっていた。この遠征の目的はこの豊かなクライシュ族の隊商から略奪をすることにあった。しかしながら、戦闘は起きず、襲撃の戦利品は得られなかった。なぜなら、隊商がそれまで知られていない未踏のルートをたどったからである。そこでムハンマドはアル＝ハバル（al-Khabar）砂漠にあるザート・ル＝サク（Dhat al-Saq）というところに行き、アッラーフに祈りをささげてモスクを建てた。これが何人かのアンサールが参加した最初の遠征である。

## ムハンマドの死後
預言者ムハンマドが亡くなり、終身カリフが共同体を指導する時代に入ると、アンサールが多くの征服事業において軍事的に重要な要素となった。カリフ・アブー・バクルのときには、ブザハの戦いにおいて、ハーリド・イブン・アル＝ワリードの味方をすることとなった。のちに彼らは、ヤマーマの戦いでも傑出した役割を演じた。この戦いにおいて、アル＝バラ・イブン・マリク・アル＝アンサーリーが指揮するアンサールたちは、戦いのターニングポイントとなった危険な瞬間に、突撃を仕掛けた。この戦いではサハーバの一人でアンサールのうち最も優れた戦士であったアブー・ドゥジャーナが斃れたことでも知られる。
カリフ・ウスマーン・イブン・アッファーンの時代のヒジュラ暦24年（西暦645年）には、傑出したアンサールたちはみな、大きな地位を占めるようになった。たとえば、アル＝バラーゥ・イブン・アジブというアンサールは、ペルシアのレイの支配者に任命された。彼は引退後はクーファへ行き、ヒジュラ暦71年（西暦690年）に当地で没した。
ウマイヤ朝の時代になると、アンサールは、いくぶん反体制的な政治派閥となった。アンサールは、当時執権中のウマイヤ家よりもマフズーム部族の軍団と親しく交わり、このような結びつきの中から、ヒジャーズにおけるローカルエリートによる政治権力構造が形づくられていったとされている。